# Soheon
Soheon, född 28 september 1395 i Yangju, död 24 mars 1446 i Joseon, var en koreansk drottning, gift med kung Sejong den store. 
Vigseln ägde rum 1408, när hon var tretton år. Hon blev kronprinsessa 1418 och drottning senare samma år. Hon beskrivs som en idealisk förebild: hon var mild och tystlåten, men såg samtidigt till att strikt efterleva konventionerna och övervaka att hela hennes hov och hushåll gjorde detsamma, och visa tålmodig lojalitet mot en make även då han skadade henne. 
Hennes make såg hennes släkt som ett hot, möjligen på grund av den förra drottningen och hennes familjs ständiga inblandning i politiken, och lät 1418–1419 förvisa dem, ta ifrån dem deras status och samhällsklass och degradera dem till slavstatus. Det var även tal om att ta ifrån henne hennes titel, men han beslöt att låta henne behålla den, eftersom hon hade fött två söner. Hennes familj återfick sina titlar 1426 därför att maken kom fram till att det sänkte hans egen status att vara ingift med slavar.